# Stepan Alexandrowitsch Sachartschuk
Stepan Alexandrowitsch Sachartschuk (russisch Степан Александрович Захарчук; * 30. November 1986 in Amderma, Russische SFSR) ist ein russischer Eishockeyspieler, der seit Mai 2019 bei Neftechimik Nischnekamsk in der Kontinentalen Hockey-Liga unter Vertrag steht.

## Karriere
Stepan Sachartschuk begann seine Karriere als Eishockeyspieler beim ZSK WWS Samara, für den er von 2004 bis 2008 in der Wysschaja Liga, der zweiten russischen Spielklasse, aktiv war. Zuvor hatte er für Samaras zweite Mannschaft in der drittklassigen Perwaja Liga gespielt. Gegen Ende der Saison 2007/08 wechselte der Verteidiger zur zweiten Mannschaft des HK Lada Toljatti in die Perwaja Liga, für dessen Profimannschaft er in der Saison 2008/09 in der neu gegründeten Kontinentalen Hockey-Liga in insgesamt 53 Spielen fünf Tore erzielte und drei Vorlagen gab. Nachdem er auch die folgende Spielzeit bei Lada Toljatti begonnen hatte, wurde er im November 2009 vom Ak Bars Kasan verpflichtet, mit dem er am Saisonende den Gagarin-Pokal gewann.

## Erfolge und Auszeichnungen
- 2009 KHL-Rookie des Monats Februar
- 2010 Gagarin-Pokal-Gewinn mit Ak Bars Kasan

## KHL-Statistik
(Stand: Ende der Saison 2018/19)